# أولريش ستانغ
أولريش ستانغ (بالنرويجية البوكمول: Ulrich Stang)‏ هو دبلوماسي نرويجي، ولد في 20 يناير 1887، وتوفي في 23 أكتوبر 1972.